# ŽNL Šibensko-kninska 2019./20.
Ovaj članak je podtema članka: 4. rang HNL-a 2019./20.

ŽNL Šibensko-kninska u sezoni 2019./20. predstavlja ligu četvrtog ranga hrvatskog nogometnog prvenstva.  
 
U ligi sudjeluje osam klubova, koji igraju dvokružnu ligu. 
 
Kao posljedica pandemije COVID-19 u svijetu i Hrvatskoj, u ožujku je došlo do prekida odigravanja nogometnih natjecanja u Hrvatskoj 
 
6. svibnja 2020. Hrvatski nogometni savez je donio odluku o konačnom prekidu natjecanja za 2. HNL i sve ostale niže lige, te se njihov trenutni poredak uzima kao konačan.
 

U trenutku prekida vodeća momčad lige je bila "Dinara" iz Knina, te je proglašena prvakom. 
 
Odigrano je 7 od planiranih 14 kola (jesenski dio). 

## Sudionici
- Dinara – Knin
- DOŠK –  Drniš
- Janjevo – Kistanje
- Mladost – Tribunj
- Rudar – Siverić, Drniš
- Šibenik II – Šibenik
- Vodice II – Vodice
- Zagora II – Unešić

 rezervne momčadi se natječu van konkurencije 

## Ljestvica
| Poz. | Momčad           | U | P | N | I | G+ | G– | G+/– | Bod. | Nastavak natjecanja ili ispadanje |
| ---- | ---------------- | - | - | - | - | -- | -- | ---- | ---- | --------------------------------- |
| 1.   | Dinara Knin (P)  | 7 | 6 | 1 | 0 | 25 | 5  | +20  | 19   | Kvalifikacije za 3. HNL – Jug     |
| 2.   | Šibenik II       | 7 | 4 | 1 | 2 | 15 | 10 | +5   | 13   | Van konkurencije                  |
| 3.   | Mladost Tribunj  | 7 | 4 | 0 | 3 | 18 | 19 | −1   | 12   |                                   |
| 4.   | Zagora Unešić II | 6 | 3 | 1 | 2 | 17 | 11 | +6   | 10   | Van konkurencije                  |
| 5.   | Vodice II        | 7 | 2 | 1 | 4 | 14 | 10 | +4   | 7    | Van konkurencije                  |
| 6.   | DOŠK Drniš       | 7 | 2 | 1 | 4 | 13 | 29 | −16  | 7    |                                   |
| 7.   | Janjevo Kistanje | 7 | 2 | 0 | 5 | 17 | 21 | −4   | 6    |                                   |
| 8.   | Rudar            | 6 | 1 | 1 | 4 | 6  | 20 | −14  | 4    |                                   |

## Rezultatska križaljka
Ažurirano: 7. rujna 2023. (do odigranog 7. kola, završno)  
| kratica | klub             | DIN | DOŠK | JANJ | MLA | RUD | ŠIB | VOD | ZAG |
| --- | ---------------- | --- | ---- | ---- | --- | --- | --- | --- | --- |
| DIN | Dinara Knin      |     |      | 6:1  |     | 3:0 | 1:0 | 0:0 | 4:3 |
| DOŠK | DOŠK Drniš       | 1:9 |      | 2:8  |     | 2:2 | 2:3 | 4:0 |     |
| JANJ | Janjevo Kistanje |     |      |      | 1:2 |     |     | 3:2 | 1:3 |
| MLA | Mladost Tribunj  | 0:2 | 6:0  |      |     | 5:1 | 3:1 |     |     |
| RUD | Rudar Siverić    |     |      | 3:1  |     |     |     |     |     |
| ŠIB | Šibenik II       |     |      | 3:2  |     | 5:0 |     | 1:0 | 2:2 |
| VOD | Vodice           |     |      |      | 8:0 | 4:0 |     |     | 0:2 |
| ZAG | Zagora II Unešić |     | 1:2  |      | 6:2 |     |     |     |     |
| |                  |     |      |      |     |     |     |     |     |
| podebljan rezultat - utakmice od 1. do 7. kola (1. utakmica između klubova) rezultat normalne debljine - utakmice od 8. do 14. kola (2. utakmica između klubova) rezultat nakošen - nije vidljiv redoslijed odigravanja međusobnih utakmica iz dostupnih izvora rezultat nakošen i smanjen * - iz dostupnih izvora nije uočljiv domaćin susreta prekrižen rezultat - poništena ili brisana utakmica p - utakmica prekinuta 3:0 p.f. / 0:3 p.f. - rezultat 3:0 bez borbe |                  |     |      |      |     |     |     |     |     |

 Izvori: 

## Unutrašnje poveznice
- ŽNL Šibensko-kninska
- 1. ŽNL Dubrovačko-neretvanska 2019./20.
- 1. ŽNL Splitsko-dalmatinska 2019./20.
- 1. ŽNL Zadarska 2019./20.
- 3. HNL – Jug 2019./20.

## Vanjske poveznice
- 1. ŽNL Šibensko-kninska, facebook stranica
- forum sportnet.hr, 1.ŽNL Šibensko-kninska  Arhivirana inačica izvorne stranice od 14. svibnja 2021. (Wayback Machine)
- sibenskiportal.rtl.hr, Sport  Arhivirana inačica izvorne stranice od 2. veljače 2023. (Wayback Machine)
- sibenski.slobodnadalmacija.hr, Sport / Nogomet